# 斯奈德 (密蘇里州)
斯奈德（英語：Snyder）是位於美國密蘇里州沙里頓縣的非建制地區。

## 歷史
斯奈德的郵局於1889年設立，其後於1972年停運。

## 地理
斯奈德所處的海拔為高於海平面201米（即659英呎），而該地所採用的時區為UTC-6，即北美中部時區（CST）。同時該地設有夏令時間，為UTC-6調快一小時，即UTC-5（CDT）。